# Vavrinec Čaplovič
Vavrinec Čaplovič (ur. 5 sierpnia 1778 r. w Jasieniowej, zm. 25 grudnia 1853 r. w Bratysławie) – słowacki urzędnik państwowy, archiwista, zbieracz książek, mecenas Orawy, fundator cennej biblioteki znajdującej się w Dolnym Kubinie.